# Aplanodes
Aplanodes é um género botânico pertencente à família Brassicaceae.